# Marat Šogenov
Marat Zalimgerievič Šogenov (in russo Марат Залимгериевич Шогенов?; Nal'čik, 26 agosto 1984) è un ex calciatore russo, di ruolo centrocampista.

## Carriera
Ha giocato nella prima divisione russa.

## Palmarès

### Club

#### Competizioni nazionali
- Pervenstvo Futbol'noj Nacional'noj Ligi: 1

Orenburg: 2017-2018